# オーステン・ブラーテン
オーステン・ブラーテン（Øystein Bråten、1995年7月21日 - ）は、ノルウェー出身のフリースキーヤー。ソチオリンピックのスキースロープスタイル種目にノルウェー代表として出場。

## 経歴
2014年ソチオリンピックではノルウェー代表としてスロープスタイル種目に出場し10位。2018年平昌オリンピックではスロープスタイルで金メダルを獲得した。